# Monhystrella plectoides
Monhystrella plectoides är en rundmaskart som beskrevs av Nathan Augustus Cobb 1918. Monhystrella plectoides ingår i släktet Monhystrella och familjen Monhysteridae. Inga underarter finns listade i Catalogue of Life.